# Шехзаде Мустафа (син Сулејмана Величанственог)
Шехзаде Мустафа (tur. Şehzade Mustafa; 1515—1553) је био син Сулејмана Величанственог и Махидевран-хатун.

## Биографија
Мустафа је рођен 1515. године у Маниси као син шехзаде Сулејмана и његове конкубине Махидевран-хатун. Мустафа није био најстарији син Сулејмана; будући султан је већ имао сина Махмуда (рођен 1512) и Мурата (рођен 1519). Године 1520. умро је султан Селим I; Сулејман је постао султан и са породицом се преселио у Истанбул. Годину дана касније, шехзаде Махмуд и шехзаде Мурат су умрли од малих богиња, чиме је шехзаде Мустафа постао  престолонаследник. Али већ два месеца касније, друга миљеница султана Сулејмана, Хурем, родила је сина шехзаде Мехмета, као још четири сина у наредних десет година.
Забележено је да је шехзаде Мустафа обрезан заједно са својом полубраћом шехзаде Мехметом и шехзаде Селимом 27. јуна 1530. године.
Према османској традицији, сви османски принчеви су морали да прођу обуку за управљање земљом тако што су били на дужности санџак-бега у једној од провинција. Како је најстарији син и престолонаследник најчешће постајао санџак-бег Манисе, Мустафа је са мајком отишао у Манису 1533. после свечане церемоније.
Године 1534. Ибрахим-паша је писао Мустафи, потврђујући пријем његовог писма у којем се расправљало о питањима на Егејском мору, обавјештавајући га о успесима његовог оца у кампањи на Багдад. У писму се представља као Мустафин „верни пријатељ“ и изражава жељу да се ускоро сретну.
1541. године, због преговора између шехзаде Мустафе и аустријског посланика без Сулејмановог знања за казну пребачен на место санџак-бега Амасије, а Хуремин најстарији син шехзаде Мехмет поставио у Манису; Амасија се налазила даље од престонице, што је смањило Мустафине шансе да преузме престо у случају султанове смрти. Шехзаде Мехмед је умро 1543. године, али је султан тамо послао Хуреминог другог сина, шехзаде Селима. Трећи Хуремин син, шехзаде Бајазит, послат је прво у Коњу, а затим у Кутахју, који су такође били ближе Истанбулу него Амасији. У ситуацији када су двојица од три претендента на престо били синови султаније Хурем, Мустафин живот је био у опасности.
Док је султан Сулејман прелазио Анадолију маја 1548. године, сусрео се са шехзаде Мустафом, којег је позвао из Амасије да га прати неколико дана. Јединствени извештај из прве руке описује састанак њих двоје, бацајући светло на њихов сложен однос. Током овог сусрета, султан је, остављајући по страни недавну несугласицу, изразио наклоност принцу.
Док је служио као намесник Амасије, успео је да успостави репутацију поборника поезије и учења, чувара становништва и делиоца правде.
Већ касних 1540-их, један венецијански амбасадор је приметио његову цењену борилачку вештину и наклоност јањичара и војне елите према њему, представљајући га као општеприхваћеног кандидата за следећег султана. Ову процену поновио је још један венецијански амбасадор почетком 1550-их.
Још Млеци у фебруару 1550. известили су о намери Рустем-паше да елиминише шехзаде Мустафу, настојећи да обезбеди престо за шехзаде Селима. Султанија Хурем, Михримах-султанија и Рустем су сарађивали да би олакшали приступање шехзаде Селима или Бајазита на престо. 
Истовремено, кружиле су гласине о Сулејмановој тешкој болести, што је појачало несигурну ситуацију за Рустем-пашу и султанију Хурем. Са вештим отоманским снагама које су фаворизовале Мустафу, Рустем је одлучио да убеди Сулејмана да предузме одлучну акцију против Мустафе. Током 1553. године, Рустем-паша је сковао заверу против шехзаде Мустафе, покушавајући да га прикаже као савезника Сафавида. Он је фалсификовао Мустафин печат, пославши варљиво писмо сафевидском владару Тахмаспу, који је одговорио позитивно. Тахмаспово писмо су пресрели Рустемови људи, који су га, заједно са вестима о побуњеничкој атмосфери у војном логору, проследили Сулејману као доказ о Мустафиној издаји.
Сулејман је отишао из своје престонице са Рустемом 28. августа, развивши седам транспарента који симболизују његову власт над седам крајева да би се супротставио гласинама о потенцијалном успону свог најстаријег сина. Сулејман, марширајући на исток са значајним османским снагама, поставио је логор у близини Ерегли, близу Коње. Мустафа је стигао близу војног логора 5. октобра на аудијенцију са својим оцем. Срдачно поздрављен од званичника и уручен поклонима, Мустафа се, свестан деликатне ситуације, надао помирењу током пријема.
6. октобра 1553, око поднева, Мустафа је одјахао до војног логора, а затим до шатора свог оца, који се налазио у самом центру. По традицији, Мустафа је сјахао, остављајући оружје испред шатора. По уласку у унутрашњу просторију шатора, Мустафу су напали џелати и након борбе задавили. Мустафино беживотно тело је одмах изложено испред султановог шатора као порука његовим присталицама. Након тмурне сахране у оближњем граду Ерегли, Мустафин леш је  превезен у Бурсу, бившу престоницу Османлија и гробље за многе чланове династије. Његова мајка је присуствовала сахрани.
Мустафино погубљење изазвало је широко распрострањену тугу и неслагање, што је навело Сулејмана да разреши Рустема положаја великог везира. Гнев јавности је дошао до изражаја у песмама, посебно песмама Ташлиџали Јахје, а популарни хронограм је упућивао на „Рустемову заверу и превару“. Остали песници су оплакивали шехзаде Мустафу као "мученика", побијајући наводе о његовој наводној сарадњи са Тахмаспом. Критике су се прошириле на Рустема, Хурем, па чак и на Ебусуд-ефендију.

## Потомство
- шехзаде Орхан (ум. 1552)
- шехзаде Мехмед (1546[17] — мај 1554[18])
- Фатма-султанија[19]; удата за намесника Босне Ахмед-пашу 1552. године[20]

- Нергисшах-султанија[21] (1539 — јун 1597)
- Шах-султанија (1547 — 2. октобар 1577); удата за намесника Амасије, Абдулкерим-агу, са којим је имала ћерку.[22]